# Para volver a amar (canción)
«Para Volver a Amar» es una canción de pop latino escrita e interpretada por Kany García. La canción fue elegida como el tercer sencillo del segundo álbum de Kany, Boleto De Entrada. La canción fue lanzada a la radio el 18 de mayo de 2010.

## Antecedentes
La canción «Para Volver a Amar» fue elegida como tema musical de la nueva campaña de la Oficina de la Mujer de Puerto Rico contra la violencia doméstica. Esta nueva campaña tiene como objetivo alertar a las mujeres jóvenes sobre el abuso físico y emocional.

«Es un honor, más que nada es un desafío muy grande. Pertenecí a diferentes campañas, pero esta es la de mayor compromiso y responsabilidad. Por primera vez no solo puedo atraer con mi música al público que me sigue, sino también vengo a llevar un mensaje social donde le decimos a las mujeres: No permitas el abuso físico ni emocional en tu relación de pareja», instó la joven cantante en conferencia de prensa.
— Kany García

La canción también fue elegida para ser el tema principal de la telenovela mexicana homónima, además también fue elegida en Puerto Rico para ser el tema principal de los primeros 60 episodios de la telenovela colombiana Doña Bella.

## Listado de pistas
| CDR promocional de EE. UU. |                                          |          |  |
| N.º                        | Título                                   | Duración |  |
| 1.                         | «Para volver a amar» (Edición de radio)  | 3:35     |  |
| 2.                         | «Para volver a amar» (Versión principal) | 3:47     |  |
| 3.                         | «Para volver a amar» (Versión digital)   | 3:40     |  |

## Video musical
El video musical de «Para Volver a Amar» fue filmado en Puerto Rico y fue dirigido por William «Pipo» Torres. El video es parte de una campaña educativa de la procuradora de la mujer en Puerto Rico. Con el video y la canción, García busca llevar un mensaje crucial para estos tiempos: que la violencia contra las mujeres es inaceptable. El vídeo musical fue filmado el 25 de mayo de 2010 El concepto del vídeo musical es muy simple, filmado en un set con un fondo blanco. Muestra a Kany con dos atuendos diferentes, tocando la guitarra en algunas partes del video. A lo largo de la canción, la letra se muestra de fondo. El video musical va seguido de un comercial con Kany hablando sobre el abuso doméstico.

## Premios/Nominaciones
| Ceremonia          | Premio             | Resultado |
| ------------------ | ------------------ | --------- |
| Premios TVyNovelas | Mejor tema musical | Nominada  |

## Rendimiento del gráfico
«Para Volver a Amar» fue lanzado a las radios el 18 de mayo de 2010 e hizo su debut en las listas la semana siguiente. En las listas de pop latino de Billboard, debutó en el puesto 39, y la semana siguiente saltó 12 espacios para llegar al puesto 27. Permaneció en la misma posición durante 2 semanas, donde luego aterrizó en el puesto 22. En Puerto Rico, la canción ha alcanzado su punto máximo dentro del top 20.

## Listas
| Lista (2010)                   | Mejor posición |
| ------------------------------ | -------------- |
| Spanish Contemporary Chart     | 27             |
| US Billboard Latin Pop Airplay | 21             |